# Floridsdorfer AC
Maillots
Le Floridsdorfer Athletiksport Club est un club de football autrichien basé à Floridsdorf, dans le 21e arrondissement de Vienne.

## Historique
- 1904 : fondation du club
- 1954 : dernière participation au championnat d'Autriche de 1ère division. Depuis le club évolue dans les divisions inférieures.

## Palmarès
- Championnat d'Autriche (1)
  - Champion : 1918
  - Vice-champion : 1916, 1917, 1944